# Santuario de Nuestra Señora de Valvanera (Sonsón)
El Santuario Diocesano de Nuestra Señora de Valvanera, es una iglesia de culto Católico ubicada en el municipio de Sonsón (Antioquia, Colombia). En el Santuario se venera un óleo de la Virgen de Valvanera que data del año 1855; mismo que fue coronado canónicamente en 1954 por decreto del Papa Pío XII.

## Historia

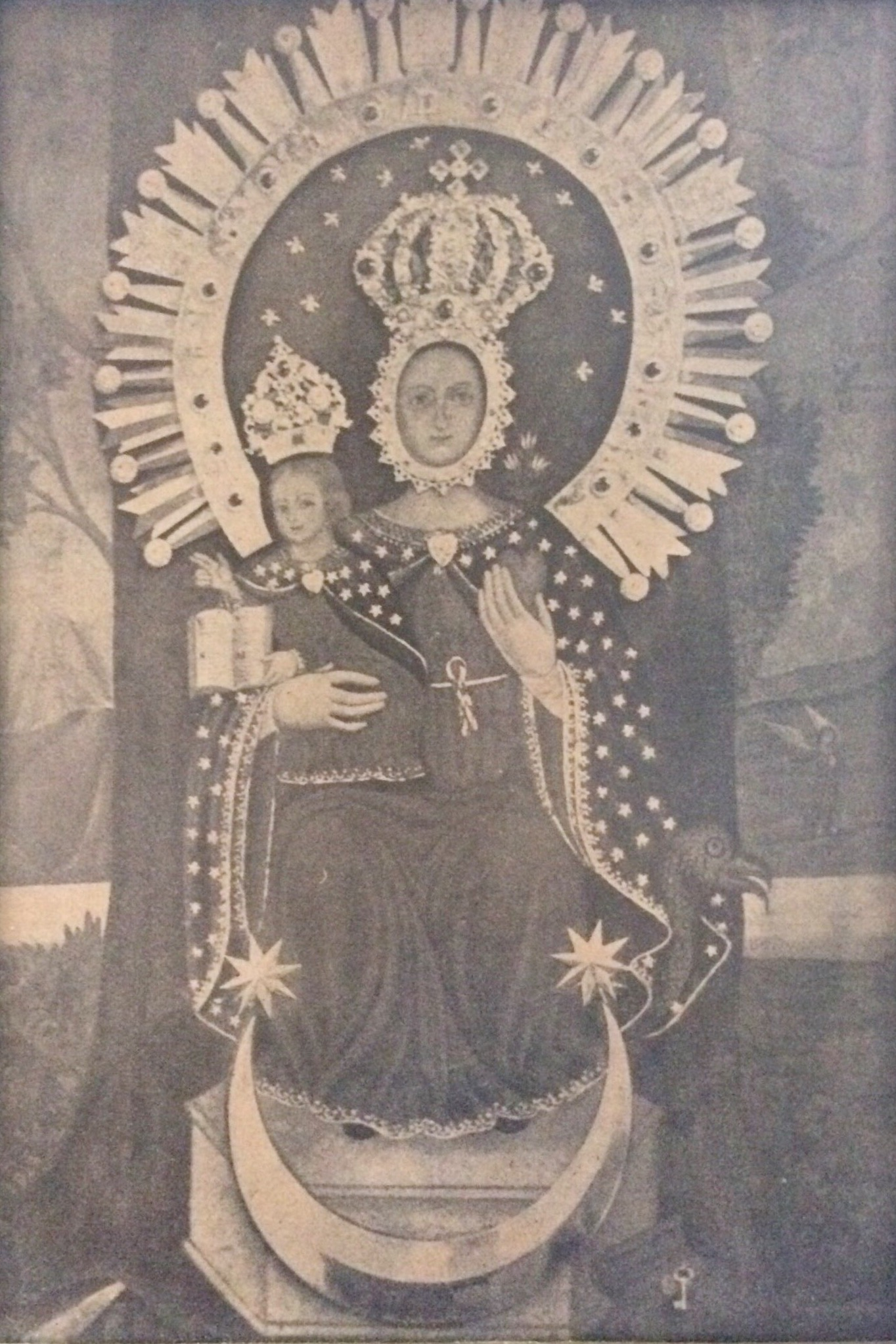
Cuadro de la Virgen de Valvanera con su prendería canónica.

Una de las primeras advocaciones marianas veneradas en Sonsón tras su fundación, el 4 de agosto de 1800; fue la de Nuestra Señora de Valvanera, traída por los colonos José María y Francisco Buitrago. Al instalarse don José María con su esposa, doña Nicolasa Grisales y su familia en el vecino paraje de El Roble, en humildes condiciones, ambos en compañía de algunos vecinos construyeron una modesta ermita a la Virgen de Valvanera y colocaron un óleo de esta advocación de su propiedad. Prontamente el párroco de la ciudad empezó a realizar eucaristía con frecuencia en la ermita. Sin embargo, la falta de recursos, las deficientes técnicas constructivas y el descuido de los habitantes hicieron que tanto la primera capilla como su posterior reemplazo terminaran amenazado ruina.
Tal condición de ambas construcciones hizo que el cuadro anónimo se deteriorara a tal punto que fue necesario reemplazarlo por uno nuevo, que se encargó al pintor empírico Andrés Delgado en 1855.

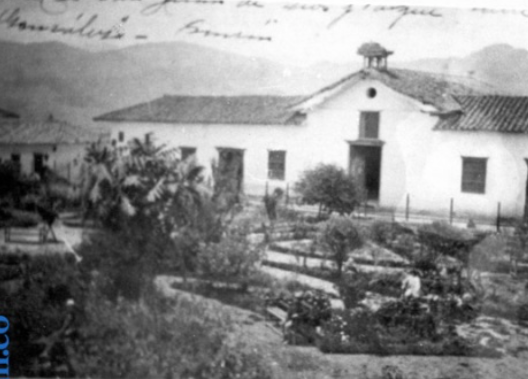
Parque Gutiérrez González en 1917, al fondo, la entonces Capilla de la Valvanera

A principios de 1869, y ante tal situación, el Párroco de Sonsón, Pbro. Ramón Hoyos, solicitó permiso para demoler el templete y trasladar la venerada imagen a la iglesia parroquial. El 23 de marzo de ese mismo año el Arzobispo de Medellín, Ilmo. Valerio Antonio Jiménez autorizó la demolición de la capilla y el traslado de la imagen.
Después de diversas gestiones del Pbro. Ramón Hoyos, el 3 de enero de 1870 se obtuvo autorización para construir una nueva capilla simultáneamente con el primer Hospital de la ciudad; todo el conjunto en terrenos donados por don Rafael Correa J., siendo colocada su primera piedra en septiembre de 1870. Entre las multitudinarias donaciones para la construcción, cabe destacar las de los señores Silvestre Mejía y Rafael Jaramillo, y de la señora Eugenia Botero de Ramos, quien donó el altar y el púlpito. En la tarde del 8 de septiembre de 1883 la imagen de Nuestra señora de Valvanera fue trasladada en procesión desde la iglesia parroquial hacia el nuevo Santuario.  El 18 de junio de 1925 fue inaugurado el reloj de la fachada principal, y cuatro años después, El 9 de febrero de 1929, se inauguró la remodelación del frontis de la capilla, dotándola de estilo neobarroco con acabados en cemento-granito pigmentado. A finales de la década de 1940 se anexaron las naves laterales al edificio, añadiendo a la  fachada los respectivos cuerpos laterales, cada uno con puerta propia. En la década de 1960 se demolió el vetusto edificio del hospital, del que, sin embargo, se conservó el claustro sur, que serviría luego como casa cural del Santuario. Acorde a la categoría que tiene el templo, desde su declaración en 1954 hasta finales de la década de 1980 ocupó la rectoría del Santuario Mons. Ramón Elías Botero, tras la muerte del cual el cargo quedó vacante, pasando la administración del santuario a la tutela de la parroquia de la Catedral de Sonsón, lo que generó que el templo quedara relegado de facto a la condición de capilla. El domingo 8 de febrero de 1998, el óleo de Nuestra Señora de Valvanera fue hurtado con el fin de sustraer sus joyas canónicas, siendo recuperado en 1999.

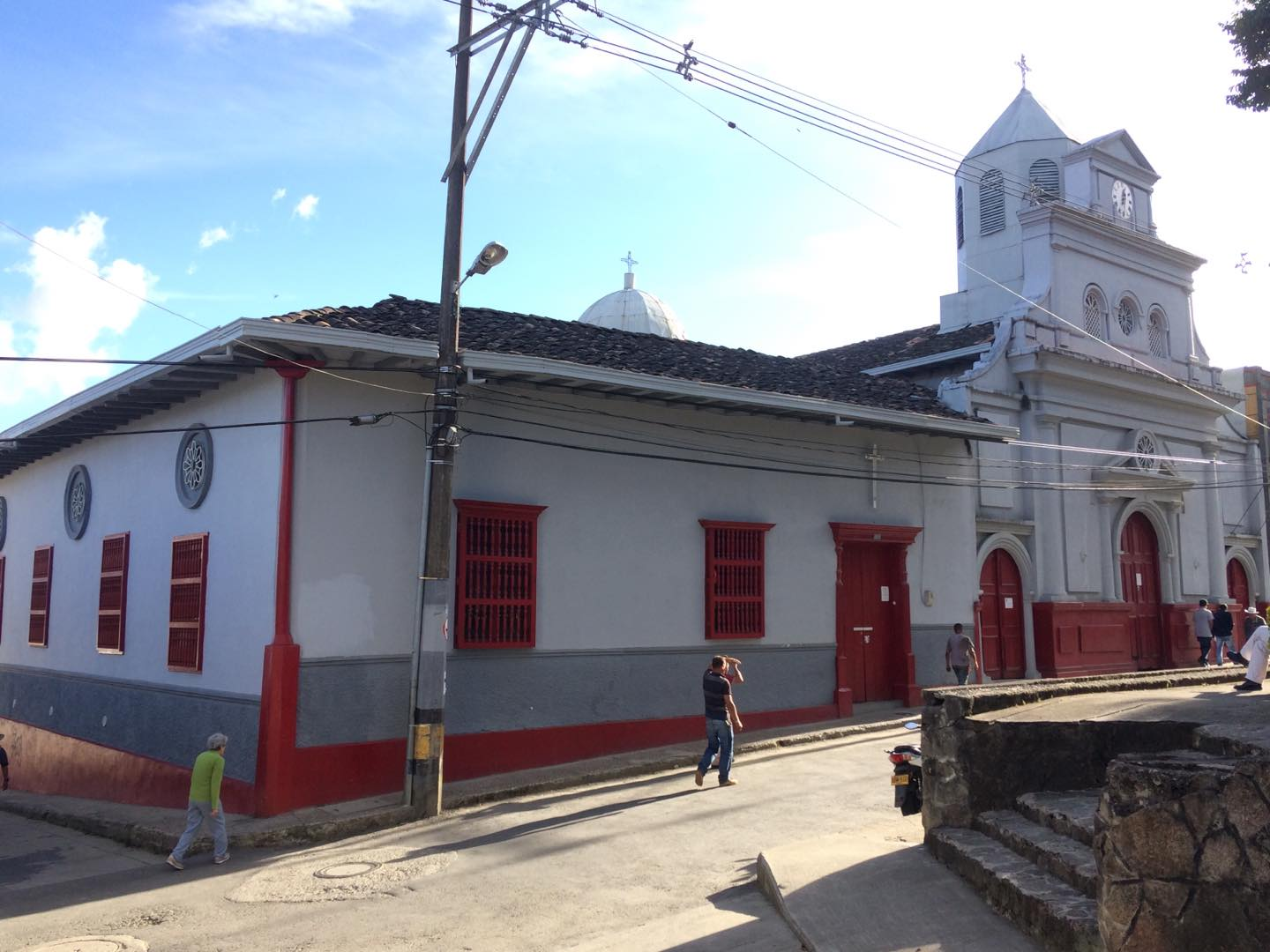
Conjunto del santuario en la actualidad.

El 23 de diciembre de 2013, mediante decreto 041 del Obispo de Sonsón- Rionegro, Mons. Fidel León Cadavid Marín, fue nombrado en la rectoría el Pbro. Javier Toro Osorio, terminando así con cerca de treinta años de vacancia.
El 3 de marzo de 2014 iniciaron los trabajos de mantenimiento y recuperación de la infraestructura del santuario, que presentaba un avanzado deterioro causado por el mal estado de los techos y la fractura de los muros de fachada, agravada por el nacimiento de maleza en las paredes. En esa etapa se trataron los tejados, se hizo mantenimiento a la torre y cúpula, y se resanó el frontis, protegiéndolo contra la humedad y la maleza. Posteriormente, se restauraron los cielos rasos de la casa cural, los pisos, ventanas y puertas. En el templo se inició la pintura y reconstrucción de cielos rasos de las naves laterales. La tercera etapa consistió en la terminación de acabados de fachada de la casa cural y la culminación del ornato interior del Santuario, que incluyó la pintura de la bóveda de la nave central, la restauración de vitrales, la construcción del acceso a la torre principal y el reforzamiento de la pared trasera del templo.
Desde comienzos de 2017 se trabaja en la formulación del proyecto para la construcción de un asilo de sacerdotes ancianos en la parte posterior del templo. El 11 de abril del mismo año fue solemnemente consagrado el nuevo altar, en eucaristía celebrada por el Obispo diocesano Mons. Fidel León Cadavid Marín. Dos años después, el mismo Mons. Cadavid, mediante decreto 018 del 19 de marzo, reconoció su categoría de Santuario diocesano.